# Temple de L'Amicale des Teochew en France
Temple de L'Amicale des Teochew en France is een boeddhistische tempel in de Parijse Chinatown 13e arrondissement aan de avenue d'Ivry numero 44. De tempel wordt beheerd door de geboortestreekvereniging Amicale des Teochew en France. De tempel ligt in het verenigingsgebouw van de geboortestreekvereniging. Het heeft een altaar van de Drie Schatten Boeddha's. In de tempel staan ook de beeltenissen van de Achttien Arhats, Huang Daxian, Ksitigarbha en Guanyin. Ook is er een fresco van Guanyin. De tempel werd in 1985 gesticht en is elke dag open van negen uur 's ochtends tot zes uur 's avonds. In de tempel kan men offeren, bidden, mediteren en thee drinken. De tempel staat voor iedereen open.